# جون ماكلولين
جون ماكلولين (بالإنجليزية: John McLaughlin) (و. 1942  م) هو عازف قيثارة، وعازف جاز، وكاتب سيناريو، وعازف قيثارة جاز، وملحن، وموسيقي، وكاتب أغاني بريطاني، ولد في دونكاستر.

## وصلات خارجية
- جون ماكلولين على موقع IMDb (الإنجليزية)
- جون ماكلولين على موقع الموسوعة البريطانية (الإنجليزية)
- جون ماكلولين على موقع ألو سيني (الفرنسية)
- جون ماكلولين على موقع ميوزك برينز (الإنجليزية)
- جون ماكلولين على موقع أول موفي (الإنجليزية)
- جون ماكلولين على موقع إن إن دي بي (الإنجليزية)
- جون ماكلولين على موقع أول ميوزيك (الإنجليزية)
- جون ماكلولين على موقع ديسكوغز (الإنجليزية)
- جون ماكلولين على موقع قاعدة بيانات الفيلم (الإنجليزية)
- جون ماكلولين على موقع كينوبويسك (الروسية)
- جون ماكلولين على موقع كينوبويسك (الروسية)